# Margaret Ladd
Margaret Ladd (* 8. November 1942 in Providence, Rhode Island) ist eine US-amerikanische Schauspielerin.

## Leben und Karriere
Margaret Ladds Interesse für Schauspielerei und Kunst wurde schon früh durch ihre musikbegeisterten Eltern geweckt. Nach ihrer schauspielerischen Abschlussprüfung am Band College in New York City spielte sie in der Inszenierung von The Knack mit. Danach folgten einige Inszenierungen am Broadway, unter anderem My sweet Charlie und The Fox. Im Fernsehen debütierte sie 1964 in der Fernsehserie A Flame in the Wind und spielte in dieser bis 1965 die Rolle der Jane Skerba. Es folgten die Filme The Friends of Eddie Coyle, Eine Hochzeit, Der große Zauber und Wale im August. Außerdem spielte sie Gastrollen in Serien wie Hotel und Quincy. Große Bekanntheit erlangte sie durch die Serie Falcon Crest, wo sie von 1981 bis 1989 die Emma Channing spielte. Für ihre Rolle wurde sie 1986 mit dem Soap Opera Digest Award ausgezeichnet.
Seitdem ist es ruhig um Margaret Ladd geworden. Zuletzt sah man sie in der Serie Reasonable Doubts und in der Webserie Mozart in the Jungle in einer Nebenrolle. Margaret Ladd ist seit 1977 mit dem Autor Lyle Kessler verheiratet, das Paar hat Zwillinge. Mit Jane Wyman, die in Falcon Crest ihre Mutter spielt, war sie auch privat bis zu deren Tod 2007 eng befreundet.

## Filmografie (Auswahl)
- 1964–1965: A Flame in the Wind (Seifenoper)
- 1973: The Friends of Eddie Coyle
- 1978: Eine Hochzeit (A Wedding)
- 1979: Taxi (Fernsehserie, Folge Honor Thy Father)
- 1980: Quincy (Fernsehserie, Folge Cover-Up)
- 1981–1989: Falcon Crest (Fernsehserie, 193 Folgen)
- 1982: Der große Zauber (The Escape Artist)
- 1987: Wale im August (The Whales of August)
- 1987: Hotel (Fernsehserie, Folge Unfinished Business)
- 1992: Die Staatsanwältin und der Cop (Reasonable Doubts; Fernsehserie, Folge The Shadow of Death)
- 2005: What’s Up, Scarlet?
- 2014–2015: Mozart in the Jungle (Fernsehserie, 3 Folgen)
- 2016: Crisis in Six Scenes (Fernseh-Miniserie, 3 Folgen)